# Gilbert Joseph Martin Bruneteau
Pour les autres membres de la famille, voir Famille Bruneteau de Sainte-Suzanne.
Pour les articles homonymes, voir Bruneteau et Sainte-Suzanne.
Gilles Joseph Martin Bruneteau, vicomte de Sainte-Suzanne, né le 7 mars 1760 au Mothé près de Poivres (Aube), et mort le 26 août 1830 à Paris, est un général français de la Révolution et de l’Empire.

## Biographie

### Carrière militaire
Sous-lieutenant des pages de la Comtesse de Provence, il passe lieutenant en premier au Régiment d'Anjou-Infanterie en 1779. Lorsque la Révolution française éclate, il en adopte les principes, est promu capitaine de grenadiers, combat avec distinction dans les rangs de ses défenseurs et se signale à la défense de Mayence. Il est ensuite envoyé en Vendée où il combat à la bataille de Cholet.
Il se fait remarquer à l’armée de Rhin-et-Moselle. Lorsque Desaix effectue le passage du Rhin, Sainte-Suzanne se porte à la rencontre des Autrichiens qui arrivent du Haut-Rhin, marche sur Simmern, Urloffen et Wischlingen dont il s’empare, et fait une centaine de prisonniers à l’ennemi qu’il contraint de battre en retraite. Au combat qui a lieu sur le Renchen, il est chargé de contenir les Autrichiens qui menacent l’aile gauche de l’armée française, mission qu’il exécute avec autant de vigueur que de succès. 
Le 16, il reçoit l’ordre de Desaix de s’emparer des positions inexpugnables de l’ennemi, entre Rastadt et Gerpach. Désespérant de les enlever de front, il s’avance rapidement vers le village d’Oos, s’en rend maître malgré la résistance la plus opiniâtre, tourne les hauteurs et force l’ennemi à se retirer avec précipitation.
À la bataille d'Ettlingen (en) livrée le 21 du même mois, c’est lui qui à la tête de son infanterie et de quelques régiments de cavalerie, débouche des bois de Sandwich ; mais le général Delmas chargé de le soutenir prend une fausse direction, ce qui compromet pendant quelques instants les troupes du général Sainte-Suzanne. Il est promu général de brigade le 18 octobre 1795.
Le 2 août 1796, il donne encore des preuves d’une rare intrépidité au combat d’Alen. Le même jour, en récompense de sa belle conduite, le Général Moreau qui l'estime particulièrement, le nomme général de division. En l’an V, on l’investit du commandement de la 5e division militaire à Strasbourg. Après avoir été chargé de défendre la tête de pont de Kehl, il est appelé le 23 juillet 1797, au bureau topographique de la guerre, où il se fait remarquer par l’étendue de ses connaissances. En l’an VII, le gouvernement lui a offert le commandement en chef par intérim de l’armée d’Italie, le général Sainte-Suzanne le refuse, mais il commande l’année suivante à l’armée du Danube, sous les ordres de Moreau, l’aile gauche forte de 16 000 hommes.
Le 5 floréal an VIII, on le voit traverser le Rhin vis-à-vis de Kehl, attaquer les Autrichiens avec impétuosité sur le Kinzig, leur tuer 1 200 hommes et les forcer à se replier sur Offenbourg. Il se dirige ensuite sur Ulm pour se conformer aux ordres de Moreau, et attaqué le 26 au matin, il comprend qu’il n’a qu’un moyen d’empêcher l’ennemi de percer sa ligne c’est de resserrer ses ailes qui sont trop étendues et d’abandonner momentanément la rive gauche du Danube qui lui sert d’appui.
Le général Sainte-Suzanne chargé d’organiser le corps de réserve qui se forme à Mayence, reçoit l’ordre de se mettre à la tête de ce corps, traverse la Nidda, le Mein, près de Francfort, et bat de nouveau l’ennemi à Neu-Wissembourg et à Hanau.

### Carrière parlementaire
Appelé au bureau topographique (section de la Guerre) du Conseil d'État, par arrêté du 23 juillet 1797, il s’y fait remarquer par sa compétence, son zèle et son dévouement.
Le 1er floréal an X, Napoléon Ier le nomme Sénateur. Membre de la Légion d'honneur depuis le 9 vendémiaire an XII, il est fait grand officier de l'Ordre le 14 juin 1804. Il est envoyé en décembre 1805 par la Commission du Sénat à Linz (Autriche) pour complimenter l’Empereur sur ses dernières victoires (Ulm, Austerlitz).
Le 19 mai 1806, Napoléon Ier lui donne la sénatorerie de Pau, et en 1807 le commandement de la 2e légion de réserve. Nommé inspecteur des côtes de Boulogne, d'Ostende et de Hollande en 1809, il prend toutes les dispositions nécessaires pour les mettre dans un état de défense respectable. C'est lui qui annonce au ministre de la guerre l’arrivée d’une flotte anglaise devant Flessingue (Expédition de Walcheren), déclarant qu’il reste à son poste malgré le mauvais état de sa santé. C’est en récompense de sa conduite dans ces circonstances difficiles qu’il est créé comte de l'Empire le 10 mars 1808. 
En 1814, il adhère aux actes du gouvernement provisoire, et devient Pair de France, chevalier de Saint-Louis, commandant d’armes à Landau en 1815, et le 31 août il obtient de Louis XVIII des lettres patentes qui lui confirment son titre de comte. Lors du procès du maréchal Ney, il refuse avec quatre de ses collègues de prendre part au jugement. Il reste sans activité publique durant les Cent-Jours.
Dans tout le cours de sa carrière législative, il ne cesse de faire partie de l’opposition constitutionnelle. Il publie en 1819 un ouvrage sur les places fortes qui a obtenu les suffrages du général Lamarque et du maréchal Saint-Cyr.
En 1830, bien qu'il soit fort malade, il se fait transporter à Paris pour y donner son adhésion au « retour du drapeau tricolore ». Il meurt le 26 août 1830 à Paris. Il est inhumé avec son épouse dans un tombeau familial de l’ancien cimetière de Hangenbieten (Bas-Rhin), contre le côté sud de la nef de l'église paroissiale.

### Vie familiale
Issu d'une famille de petite noblesse champenoise, il est le fils de Louis Gilles de Bruneteau de Sainte Suzanne et Françoise de La Mothe d'Haucourt. Sa fratrie se compose de :
- Philippe (1751 † 23 novembre 1800), religieux à l'Abbaye de Clairvaux ;
- Claude François (15 mars 1757 - Poivres † 19 janvier 1824 - Frignicourt), Page de Louis XVI, inspecteur des eaux-et-forêts, chevalier, seigneur du Mothet et de Sainte-Suzanne, Lieutenant au régiment Royal-Infanterie, il assiste à l'assemblée de la noblesse du bailliage de Chalons-sur-Marne le 13 mars 1789. Il se marie le 8 novembre 1802 avec Louise Marguerite Le Dieu d'Aulnizeux ( † 13 décembre 1838), dont une fille :
  - Louise Augustine Françoise (21 décembre 1802 - Brest † 3 mai 1887 - Paris), mariée en 1829 (Clermont-Ferrand) à René Charles Duvivier (28 octobre 1785 - Ernée (Mayenne) † 27 décembre 1852 - Paris),
- Alexandre François (29 décembre 1769 - Poivres † 9 novembre 1853), préfet, baron de Sainte-Suzanne et de l'Empire (1812), Chevalier de la Légion d'honneur ;
- Pierre Antoine (26 mars 1771 - Paris † 3 janvier 1813 - Albeng, mort de fatigue lors de la retraite de Russie), Colonel du 9e régiment de chasseurs à cheval (1809-1813), baron de Sainte-Suzanne et de l'Empire (1810), Officier de la Légion d'honneur ;
- Jean-Chrysostôme (4 mars 1773 - Poivres † 2 août 1830 - Clermont-Ferrand), général de brigade (6 septembre 1814), baron de Sainte-Suzanne et de l'Empire.

Jean-Chrysostôme est souvent désigné à tort comme le fils de Gilles Joseph Martin Bruneteau de Sainte Suzanne : leur écart d'âge (13 ans) étant insuffisant.
Il se marie le 9 octobre 1798 avec Dorothée Catherine Zorn de Bulach ( † 8 juin 1807 - La Robertsau, Strasbourg), ils ont comme enfants :
- Joseph Auguste François (18 avril 1800 - Strasbourg † 18 octobre 1855 - Château d'Écury, Marne), propriétaire, Pair de France, admis à siéger à la chambre des pairs le 23 septembre 1830 par droit héréditaire en remplacement de son père décédé, il donne sa démission le 9 janvier 1832 et ne reparait plus sur la scène politique,
  - Marié le 5 février 1822 avec Anne Marie Thérèse Virginie de Chamorin (1800 † 1882), dont postérité ;
- Sophie Constance (1800 † 28 novembre 1879, inhumée à Poivres), 
  - Mariée en 1820 à Alexandre Nicolas Joseph Hennequin de Willermont (1796 † 1850) ;
- Philippe (né le 10 novembre 1803 - Strasbourg),
  - Marié le 15 avril 1826 (Les Monthairons) avec Charlotte Thérèse Henriette de Lacour ( † 1879), dont postérité ;
- Ferdinand (né le 24 mai 1807).

## État de service
- Page de Madame, Comtesse de Provence, belle-sœur de Louis XVI,
- Sous-lieutenant au Régiment d'Anjou-Infanterie en 1779 ;
- Lieutenant en second le 20 mars 1784 ;
- Lieutenant en premier le 1er octobre 1789 ;
- Capitaine au 36e régiment d’infanterie, ci-devant Régiment d'Anjou-Infanterie le 6 novembre 1791 ;
- Capitaine de grenadiers en 1793 ;
- Adjudant-général chef de bataillon à titre provisoire le 1er mai 1793 ;
- Général de brigade en mars 1795 ;
- Général de division le 2 août 1796 ;
- Commandant de la 4e division de l'Armée du Rhin (15 septembre 1796 - 14 janvier 1797) ;
- Commandant de la 5e division de l'Armée du Rhin à Strasbourg (14 janvier 1797 - 23 juillet 1797) ;
- Commandant de la 5e division militaire à Strasbourg (29 janvier 1798 - 16 août 1798) ;
- Commandant de la 1re division de l'Armée de Mayence (16 août 1798 - 14 octobre 1798) ;
- Commandant d'une division de l'Armée d'Italie (décembre 1798 - 7 mars 1799) ;
- Commandant en chef par intérim de l’Armée d’Italie (7 mars 1799 - 11 mars 1799) ;
- Commandant de la place de Milan (11 mars 1799 - 13 juin 1799) ;
- Commandant des troupes françaises stationnées dans les États romains en août 1799 mais refuse ce commandement ;
- Lieutenant du commandant en chef de l'armée du Rhin (8 mars 1800 - 4 juin 1800) ;
- Commandant du corps de réserve de l'armée du Rhin (4 juin 1800 - 21 juillet 1801) ;
- Inspecteur-général de l’infanterie le 24 juillet 1801 ;
- Admis à la retraite le 12 juillet 1804 ;
- Rappelé au service en qualité de commandant de la 2e légion de réserve de l’armée de l’Intérieur le 20 mars 1807 ;
- Inspecteur de la ligne de défense des côtes de Boulogne (13 avril 1809 - 7 février 1810).

## Campagneset faits d'armes
- Armée du Rhin (1792-1794) :
  - Il déploie beaucoup de zèle, de bravoure et d’intelligence lors des premières campagnes de la Révolution ;
- Guerre de Vendée :
  - Bataille de Cholet ;
- Armée de Rhin-et-Moselle (12 septembre 1795 - 15 septembre 1796) :
  - Au passage du Rhin le 19 juin 1796, il commande une partie des troupes qui abordent les îles de ce fleuve, sous le feu de l’ennemi. Chargé de stopper à la marche des Autrichiens venant du Haut-Rhin, il mène ses troupes sur Urlafen et Simmern, repousse une des colonnes qui tentait de s'intercaler en lui faisant une centaine de prisonniers, et s’empare du village, ainsi que de Windschliegen.
  - Le 28 juin 1796, ses manœuvres et ses attaques permirent de contenir les troupes autrichiennes qui se portaient sur l’aile gauche de l’armée française.
  - Le 4 juillet 1796, il reçoit du général Desaix l’ordre d’attaquer les positions inexpugnables que les Autrichiens occupaient entre Rastadt et Gerpach : il force donc le village d’Oos y fait quelques prisonniers et tourne les hauteurs de Kappenheim jugées inabordables de front, et oblige l’ennemi à la retraite.
  - À la bataille d’Ettlingen le 9 juillet 1796, les accidents de terrain mirent en retard la brigade Delmas qui devait seconder l'attaque de l'infanterie de Sainte-Suzanne et de la première ligne de cavalerie depuis le bois de Sandwich. Ses troupes se trouvèrent bientôt battues de front, en flanc et en écharpe par le canon des ennemis. Cependant, l’artillerie légère s’étant mise en batterie par ordre de Delmas, elle parvient à rétablir l’égalité d’un combat, dont les résultats finirent par être totalement à l’avantage de l’armée française. Après la bataille la division du général Sainte-Suzanne est une de celle employée à la poursuite des ennemis dans la montagne d’Albe, où ce général se signale de nouveau par les marches et les manœuvres habiles qu’il fait exécuter.
  - À la bataille d’Aalen le 2 août 1796, il est cité avec les plus grandes éloges sur sa conduite et ses talents militaires par le général en chef Moreau dans son rapport adressé au Directoire.
  - Siège de Kehl (1796-1797)
- Bureau topographique de la Guerre (23 juillet 1797 - 9 décembre 1797) ;
- Armée d'Allemagne (9 décembre 1797 - 29 janvier 1798) ;
- Armée d'Italie (14 octobre 1798 - décembre 1798) ;
- Armée du Rhin (13 juin 1799 - 8 mars 1800) ;
- Armée du Danube (1799-1800) :
  - Ayant passé le Rhin, face à Kehl le 25 avril 1800, il attaque les colonnes ennemies sur les rives de la Kinzig, et les force après un combat des plus opiniâtres à se replier sur [Offenbourg], leur infligeant une perte d’environ 1 200 hommes.
  - Le 16 mai 1800 au matin, en Erbach et Asch, les lignes de son corps d’armée, s’avançant sur Ulm, sont attaquées et forcées. Ce n'est que la manœuvre habile et hardie qu'il fit faire à ses troupes qui les tira du pas dangereux où les combinaisons du général en chef les avaient engagées. Resserrant sa ligne et rétablissant le combat avec avantage, il est averti que le général Gouvion-Saint-Cyr va lui porter secours. Voyant les Autrichiens faire un mouvement rétrograde, il fait poursuivre vivement leur arrière-garde, et reprend les positions qu’il a été forcé d’abandonner.
  - Attaqué de nouveau à Erbach le 24 mai 1800, il résiste aux efforts de deux colonnes autrichiennes commandées par l’archiduc Ferdinand, leur fait éprouver des pertes assez considérables, et se maintient dans ses positions sur les bords du Danube : cette action est vive et très sanglante.
  - Après avoir organisé un corps de réserve qui s'était rassemblé  à Mayence, il en prend le commandement et s'avance avec celui-ci vers la Franconie où il force le passage de la Nidda le 3 juillet 1800, passe le Mein le 11 juillet 1800, sur deux ponts qu’il a fait établir près de Francfort, prend position le même jour à Neu-Wissemburg et Hanau, et bat le lendemain, 12 juillet 1800, un corps autrichien qui est venu attaquer ses avant-postes.
- Armée de l'Intérieur (1807) ;
- Armée des côtes de l'Océan (13 avril 1809 - 7 février 1810) :
  - Camp de Boulogne.

## Autres fonctions
- Conseiller d’État[5] :
  - En service ordinaire du 1er thermidor an IX (20 juillet 1801) à l'an XI, rattaché à la section de la guerre,
  - En service extraordinaire en l'an XII et exerce alors les fonctions de général de division ;
- Nommé sénateur par le Premier Consul le 21 avril 1804 bénéficiaire de la sénatorerie de Pau le 19 mai 1806. Il siège au Sénat jusqu’en 1814 et y vote le 1er avril 1814, la déchéance de Napoléon et la création d’un gouvernement provisoire ;
- Pair de France[6],[7] :
  - Ordonnance du 4 juin 1814 ;
  - Confirmation de pairie à titre héréditaire par l'ordonnance du 19 août 1815 ;
  - Titre de comte-pair par l'ordonnance du 31 août 1817, confirmé sur majorat de pairie, par lettres patentes du 3 août 1824.

## Hommage, honneurs, mentions,...

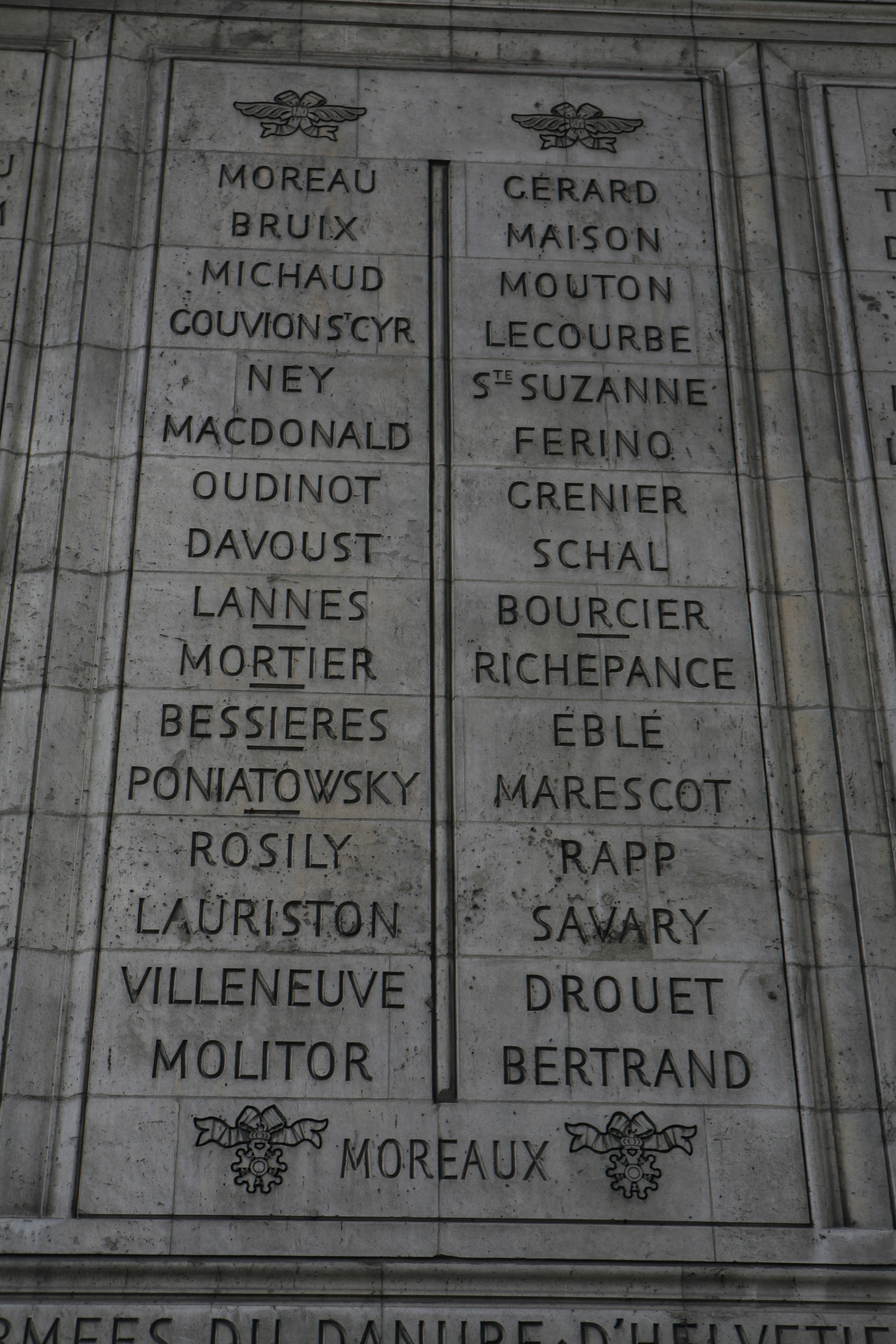
Noms gravés sous l'arc de triomphe de l'Étoile : pilier Est, 13e et 14e colonnes.

- Le nom de Ste SUZANNE est gravé au côté Est, 14e colonne de l’arc de triomphe de l’Étoile, à Paris.

## Publications
- Le Siège de Dantzig en 1807 (Paris, 1818) ;
- Projet de changements à opérer dans le système des places fortes (1819).

## Titres
- Comte Bruneteau de Sainte-Suzanne et de l'Empire (lettres patentes de mai 1808, Bayonne[8]) ;
- Vicomte héréditaire par lettres patentes du 31|août 1815 ;
- Comte héréditaire par lettres patentes du 31 août 1817.

## Décorations
- Commandant par décret du Premier Consul du 2 octobre 1803, puis,
- Grand officier de la Légion d'honneur par décret du Premier Consul du 25 prairial an XII (14 juin 1804) ;
- Chevalier de l’Ordre royal et militaire de Saint-Louis par ordonnance du 27 juin 1814.

## Armoiries
| Figure | Blasonnement |
|        | Armes du comte Bruneteau de Sainte-Suzanne de l'Empire Écartelé : au premier des comtes sénateurs ; au deuxième d'azur au lion lampassé d'or, surmonté d'une étoile du même adextrée et sénestrée d'une colombe d'argent ; au troisième d'azur à l'épée haute en pal d'argent ; au quatrième de gueules coupé d'or, à l'étoile d'argent à huit pointes sur le premier., - Livrées : bleu, rouge, jaune et blanc.                                                                                       |
|        | Armes du comte Bruneteau de Sainte-Suzanne, pair de France Coupé, au I : parti, a) d’azur à l'épée d’argent montée d’or, b) d'azur au lion d’or surmonté d’une étoile du même et accosté de deux colonnes d’argent ; au II recoupé de gueules à l'étoile d’argent à huit rais, sur or., On trouve aussiÉcartelé : aux 1 et 4, coupé : a. de gueules à une étoile à huit rays d'or ; b. d'or plein ; aux 2 et 3, d'azur, au lion d'or, accosté de deux colonnes d'argent et surmonté d'une étoile d'or. |